# フレンドタウン長久手
フレンドタウン長久手（フレンドタウンながくて）は、愛知県長久手市にあるショッピングセンターである。

## 概要
2011年（平成23年）9月29日にオープンした、平和堂長久手店を中核店舗とするネイバーフッド型ショッピングセンター（NSC）である。

## テナント

### 主なテナント
出店店舗全店の一覧・詳細情報は公式サイト「テナント」を参照。
- 支留比亜珈琲店 長久手店
- Seria 生活良品 フレンドタウン長久手店
- 正文館書店 長久手フレンドタウン店
- 大垣共立銀行 長久手出張所

## 交通アクセス
名鉄バス
- 東山線：「南原山」バス停から徒歩で約2分。

N-バス
- 藤が丘線：「南原山」バス停から徒歩で約2分。
- 西部循環線：「西原橋」バス停から徒歩で約5分。

名古屋市営地下鉄東山線・愛知高速交通東部丘陵線（リニモ）
- 藤が丘駅 から徒歩で約14分。

## 周辺施設
- 長久手市立北小学校
- 長久手市立北中学校
- フェルナ 段の上店
- ホーユー 総合研究所
- 聚福院 - 尾張三十三観音霊場の第三十一番札所